# 譚贊

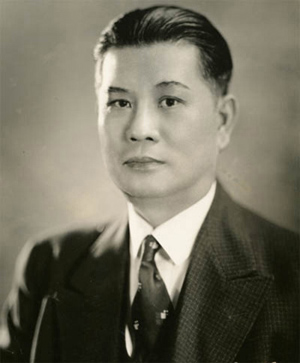
1920年代的譚贊

譚贊（英語：Tom Young Chan；1881年9月25日—1944年9月35日)，是一位美國商人和公民領袖，他从事食品進口、麪粉及报业的生意，育有二子六女。英文名Tom，移民美國後以「Tom」為姓。譚贊是中國國民黨的支持者，曾並幫助孫中山和蔣介石籌募資金。

## 生平
譚贊1881年生于大清广东省香山县，在17岁的时候移民夏威夷，在《檀山隆記新報》担任打字工，于此结识了孙中山。1898年夏威夷被美国吞并，譚贊成为了美国公民。
1908年他前往纽约，开办公司。1909年，他在孙中山经过芝加哥时参加其演讲，加入同盟会。1911年10月10日武昌起義之後，正是譚贊籌集經費，讓正在美國的孫中山取道歐洲回國，領導革命。
1926年，他代表加利福尼亚州旧金山的主要党支部出席在广州举行的国民党第二次全国代表大会（1月4日-19日）。他是近三十年来第一次回故乡见到父亲。
1928年被国民党中央执行委员会任命为党总支部主任。 10月21日，在党支部第二次代表大会上，他被选为巡视干事，大会采纳了他在芝加哥创办中文报社的提议。后其芝加哥开设公司。在第二次世界大戰期間也以美國戰爭債券形式籌集資金，他帮助美国筹集了超过400万美元的资金。1944年逝世于伊利诺伊州芝加哥，终年62岁。
譚贊是华裔商人譚繼平（Ping Tom）的父亲、第三代美籍華裔演員勞倫·湯姆的祖父。